# Нижневоргольский сельсовет
Нижневоргольский сельсовет — сельское поселение в Елецком районе Липецкой области Российской Федерации.
Административный центр — посёлок Газопровод.

## История
Статус и границы сельского поселения установлены Законом Липецкой области от 23 сентября 2004 года № 126-ОЗ «Об установлении границ муниципальных образований Липецкой области»

## Население
| 2010  | 2012  | 2013  | 2014  | 2015  | 2016  | 2017  |
| ----- | ----- | ----- | ----- | ----- | ----- | ----- |
| 4590  | ↘4558 | ↘4527 | ↘4520 | ↗4523 | ↘4469 | ↘4453 |
| 2018  | 2021  |       |       |       |       |       |
| ↘4405 | ↘4311 |       |       |       |       |       |

## Состав сельского поселения
| №  | Населённый пункт | Тип населённого пункта          | Население |
| -- | ---------------- | ------------------------------- | --------- |
| 1  | Аксенкино        | деревня                         | 103       |
| 2  | Газопровод       | посёлок, административный центр | ↘1460     |
| 3  | Дерновка         | деревня                         | 273       |
| 4  | Дмитриевка       | деревня                         | 76        |
| 5  | Ключ Жизни       | посёлок                         | ↗1382     |
| 6  | Красный Куст     | посёлок                         | 2         |
| 7  | Нижний Воргол    | село                            | ↘680      |
| 8  | Ольховец         | село                            | 436       |
| 9  | Пажень           | деревня                         | ↘37       |
| 10 | Пажень           | железнодорожная станция         | 141       |